# Хейлен, Михаэль
Михаэль Хейлен (нидерл. Michaël Heylen; родился 3 января 1994 года, Воммельгем, Бельгия) — бельгийский футболист, защитник кипрского клуба «Омония 29М».

## Клубная карьера
Хейлен — воспитанник клубов «Беерсхот» и «Андерлехт». В 2012 году Михаэль был включён в заявку последнего. Летом 2013 года для получения игровой практики он на правах аренды перешёл в «Кортрейк». 14 сентября в матче против «Гента» Хейлен дебютировал в Жюпиле лиге. После окончания аренды Михаэль вернулся в «Андерлехт». В матче против «Серкль Брюгге» он дебютировал за основной состав. Летом 2016 года Хейлен вновь был отдан в аренду, его новым клубом стал «Вестерло». 10 сентября в матче против своего бывшего клуба «Кортрейка» он дебютировал за новую команду.
В августе 2019 года перешёл в нидерландский клуб «Эммен».
В июле 2022 года вернулся в «Эммен», подписав с клубом двухлетний контракт.